# Grand Théâtre de Québec

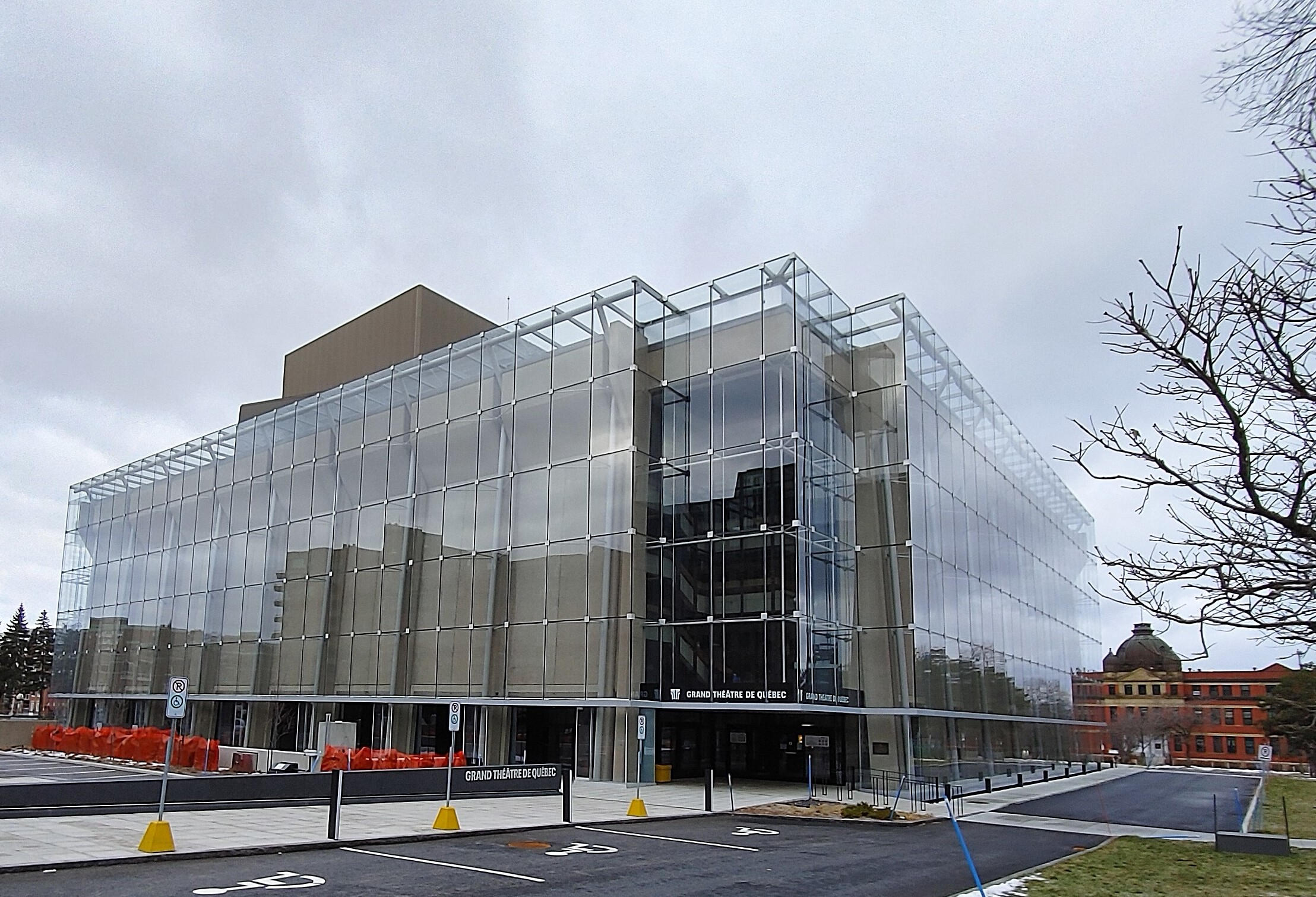
Das Grand Théâtre de Québec nach dem Umbau, der mit einer gläsernen Außenhaut 2020 fertiggestellt wurde.

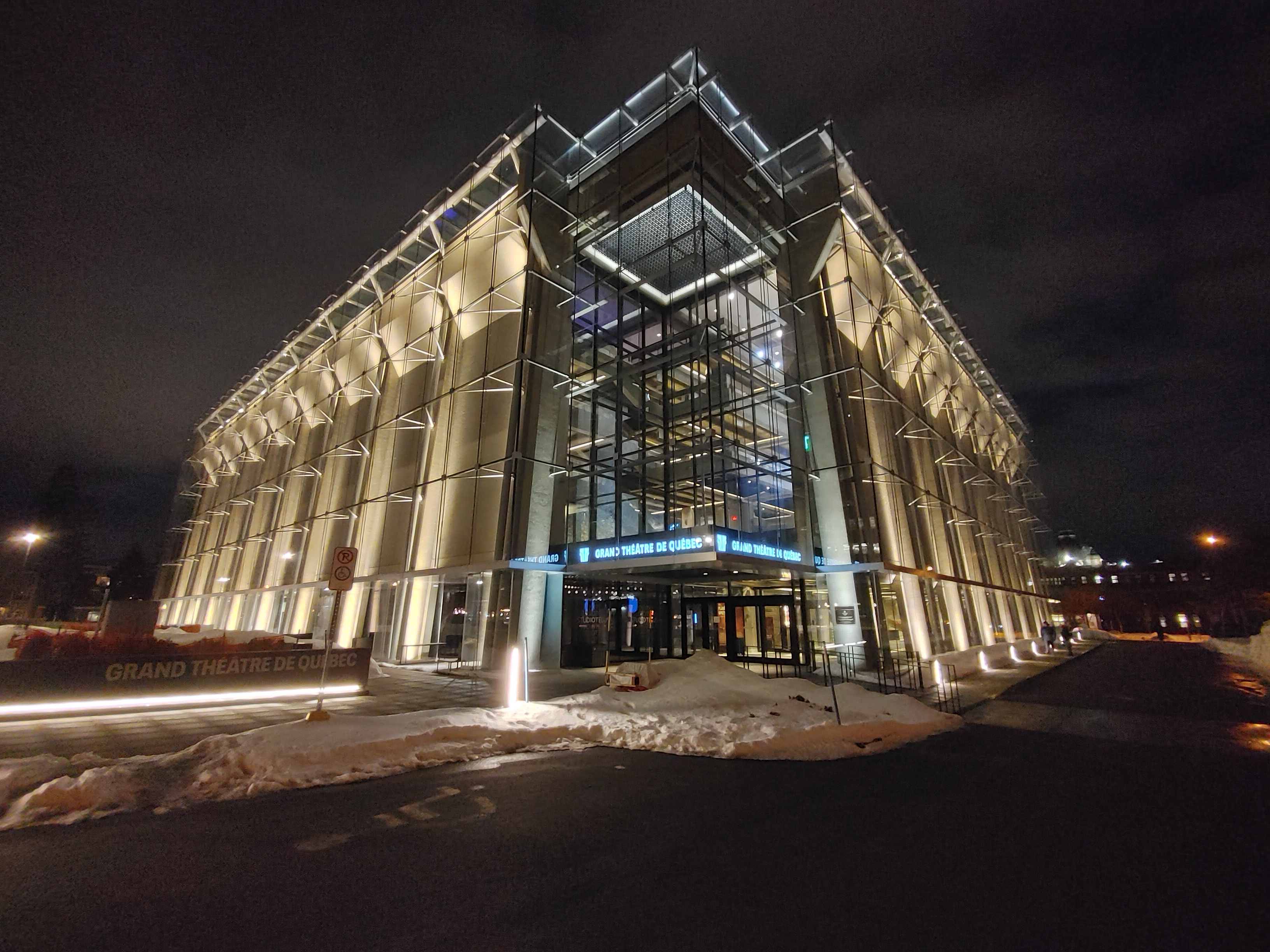
Das Grand Théâtre de Québec bei Nacht.

Das Grand Théâtre de Québec ist ein Kulturhaus in der franko-kanadischen Stadt Québec. Das Gebäude im Stadtzentrum am Boulevard René-Lévesque besteht seit 1971 und dient als Aufführungsort von darstellender Kunst wie Theater-, Tanz-, und Comedy-Darbietungen. Darüber hinaus wird eine mittlerweile bedeutende Anzahl an Konzerten klassischer und populärer Musik aufgeführt. Die Leitung des Hauses obliegt der Verwaltungsgesellschaft Société du Grand Théâtre de Québec, deren Mitglieder von der Regierung der Provinz Québec ernannt werden.

## Ausstattung und Verwaltung
Im Grand Théâtre de Québec stehen zwei Veranstaltungssäle zur Verfügung. Der große Saal, der Salle Louis Fréchette bietet 1.873 Plätze. Er wurde zu Ehren des franko-kanadischen Schriftstellers Louis-Honoré Fréchette getauft. Im kleinen Saal Salle Octave Crémazie, benannt nach dem Dichter Octave Crémazie, finden bis zu 506 Zuschauer Platz.
Das Foyer des Hauses, welches die beiden Säle durch einweitläufiges Treppenhaus verbindet, ist mit einem Relief in kunstvoller Verwendung von frischem Beton von dem franko-kanadischen Künstler und Bildhauer Jordi Bonet ausgeschmückt, das vom Boden bis hinauf zur Decke im dritten Stockwerk reicht.
Das Grand Théâtre ist darüber hinaus Sitz des Ensembles Théâtre du Trident, des Symphonieorchesters von Québec, der Opéra de Québec sowie der staatlichen Musikhochschule von Québec, dem Conservatoire de musique de Québec. Eine Kunstgalerie zur Ausstellung von Werken von Künstlern aus der Region wurde bis zum Umbau des Hauses im Jahr 2018 betrieben. Ab diesem Zeitpunkt ist eine weitere Bühne im Betrieb: das STUDIO TELUS. Es ist ein multifunktionaler Raum für die Kreation als auch Verbreitung digitaler und darstellender Künste mit einer Getränkebar. Es bietet 90 Sitzplätze oder Stehplätze für 180 Zuschauer.

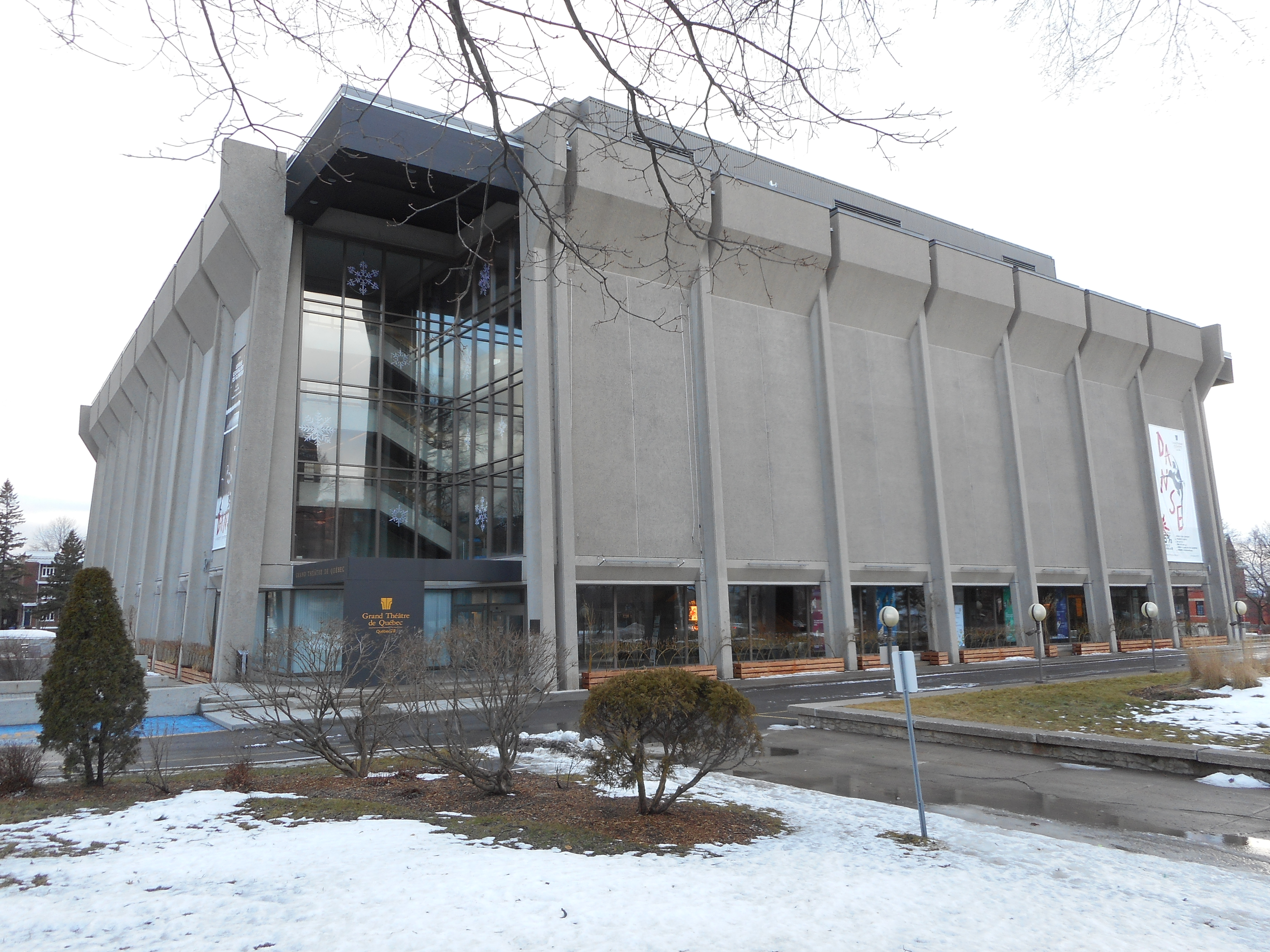
Das Grand Théâtre de Québec im Jahr 2014 vor dem Umbau.

## Geschichte
1963 schlug Jean Lesage, der damalige Premierminister Québecs, den Bau eines Kulturzentrums vor, um an das hundertjährige Jubiläum der historisch wichtigen Québec-Konferenz von 1864 zu erinnern. Den Architektenwettbewerb im Jahr 1964 entschied Victor Prus für sich. Die Bauarbeiten begannen 1966, wurden 1967 aufgrund von Kostenüberschreitungen durch die Regierung von Premierminister Daniel Johnson vorübergehend gestoppt und danach wieder aufgenommen. Offizielle Eröffnung war am 16. Februar 1971.

## Kunstskandal
Nach der Vision des Architekten sollte für die Innenwände des Hauses das gleiche Material verwendet werden, das auch zum Bau verwendet wurde, nämlich Beton. Dadurch sollte ein geplantes Kunstwerk vollständig in die vorhandene Bausubstanz integriert werden. Der franko-kanadische Bildhauer spanischer Abstammung, Jordi Bonet, der sich voll und ganz dem von Victor Prus vorgeschlagenen Ansatz anschloss, nahm die fabelhafte, künstlerische Herausforderung an. Er entwarf ein monumentales Relief, das sich über 1.115 Quadratmeter erstrecken sollte und die Innenseite von drei der vier Umfassungsmauern des Gebäudes bedecken würde.

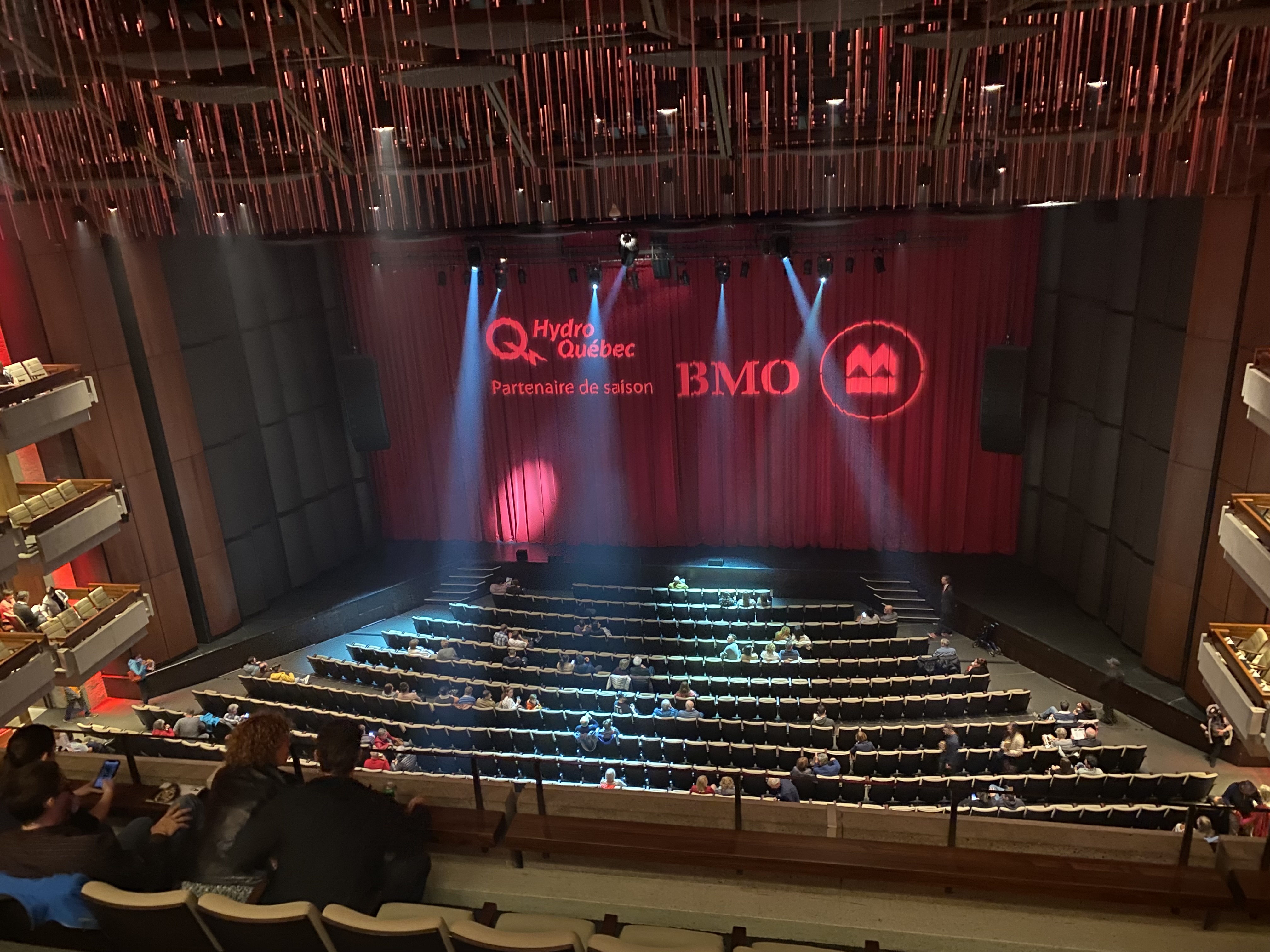
Blick vom Balkon auf die Bühne im großen Konzertsaal „Salle Louis-Fréchette“ 2022 im Grand Théâtre de Québec.

Anregt durch den Integrationswillen des Architekten entwickelt Bonet einen Ansatz, der auf die vollständige, thematische Einheit zwischen seinem Werk und der Funktion des Gebäudes abzielt. So beschließt er, dass das Wandbild kein Beispiel für das Wissen des Menschen über die Schöpfung sein soll, sondern eine Verkörperung der Schöpfung selbst. Um dieses künstlerische Ziel zu erreichen, verbringt er volle drei Monate damit, „schöne Wände zu machen, sie zu gravieren, zu zerkratzen, zu schnitzen, um ihnen die Spuren dieses Kampfes zu hinterlassen, der das Streben nach einem Ausdruck von Schönheit ist, den wir ‚Das Erschaffen‘ nennen.“
Nur mit seinem linken Arm – seinen rechten Arm verlor er durch einen Sturz im Alter von sieben Jahren – und unter Beteiligung von etwa fünfzehn Facharbeitern führt er ohne Modell eine meisterhafte Improvisation durch, um die graue Materie zum Leben zu erwecken. Er lässt seiner kreativen Energie völlig freien Lauf, greift auf bekannte, symbolische oder auch frei erfundene Elemente zurück und formt etwa fünfzig Tonnen Beton, um somit die Wände regelrecht zum Leben zu erwecken.
Bei der Einweihungsfeier wird das Werk zunächst wegen eines Zitats des Dichters Claude Péloquin, das im Beton eingraviert sind, bewertet:

« Vous êtes pas écœurés de mourir, bande de caves ! C'est assez ! »

„Seid Ihr denn nicht angewidert, abzukratzen, ihr Haufen von Idioten! Es reicht so langsam!“

Während das Zitat lediglich ein Aufruf zum Leben, ein Schrei gegen Ungerechtigkeit und eine Denunziation des Todes in all seiner Form sein sollte, wird das Wandbild von der Öffentlichkeit nun als Affront und Beleidigung des guten Geschmacks interpretiert. Einerseits fordern Kritiker die Entfernung der umstrittenen Worte oder sogar die Zerstörung des gesamten Werkes, andererseits beanspruchen Befürworter laut und deutlich das Recht auf freie Meinungsäußerung. Der so genannte „Skandal über die Wandmalerei“ (Franz. « L’affaire de la murale ») entfesselt Befindlichkeiten und führt so zu einer sehr aufschlussreichen Debatte über die künstlerische Meinungsfreiheit in Québec, damals zur Zeit der stillen Revolution der sechziger Jahre.